# Cephalotes cristatus
Cephalotes cristatus är en myrart som först beskrevs av Carlo Emery 1890.  Cephalotes cristatus ingår i släktet Cephalotes och familjen myror. Inga underarter finns listade.